# Łodzierz

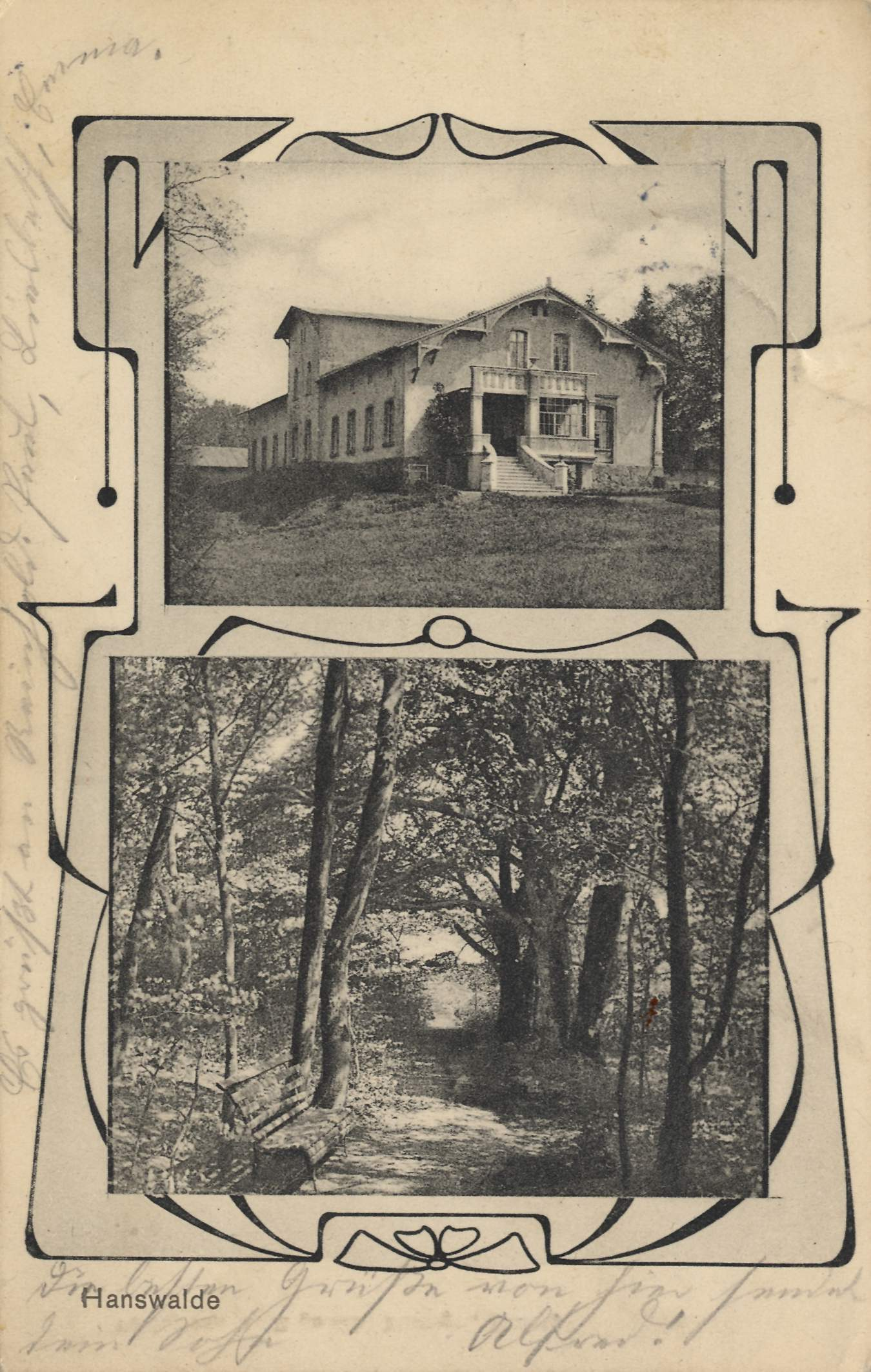
Hanswalde auf einer Ansichtskarte (nach 1906)

Łodzierz (deutsch Hanswalde) ist ein Wohnplatz in der Woiwodschaft Pommern in Polen. Er gehört zur Gmina Miastko (Gemeinde Rummelsburg) im Powiat Bytowski (Bütower Kreis). 
Der Wohnplatz liegt in Hinterpommern, etwa 170 km nordöstlich von Stettin und 115 km westlich von Danzig an der Woiwodschaftsstraße 206.
Früher hieß der Ort „Lodder“. Der Gutsbezirk Lodder wurde im Jahre 1906 in „Hanswalde“ umbenannt.
Später wurde der Gutsbezirk Hanswalde in eine Landgemeinde umgewandelt. Bis 1938 bildete Hanswalde dann eine eigene Landgemeinde im Kreis Rummelsburg in der preußischen Provinz Pommern. Neben Hanswalde bestanden in der Gemeinde die Wohnplätze Loddermühle, Sedan  und Ziegelei. Zum 1. April 1938 wurde Hanswalde in die benachbarte Stadt Rummelsburg eingemeindet.
Im Jahre 1910 wurden in Hanswalde 197 Einwohner gezählt, im Jahre 1925 199 Einwohner in 34 Haushaltungen. 
1945 kam Hanswalde, wie alle Gebiete östlich der Oder-Neiße-Linie, an Polen. Hanswalde erhielt den polnischen Ortsnamen „Łodzierz“, wohl in Anlehnung an den vormaligen Ortsnamen „Lodder“.